# Nowa Huta

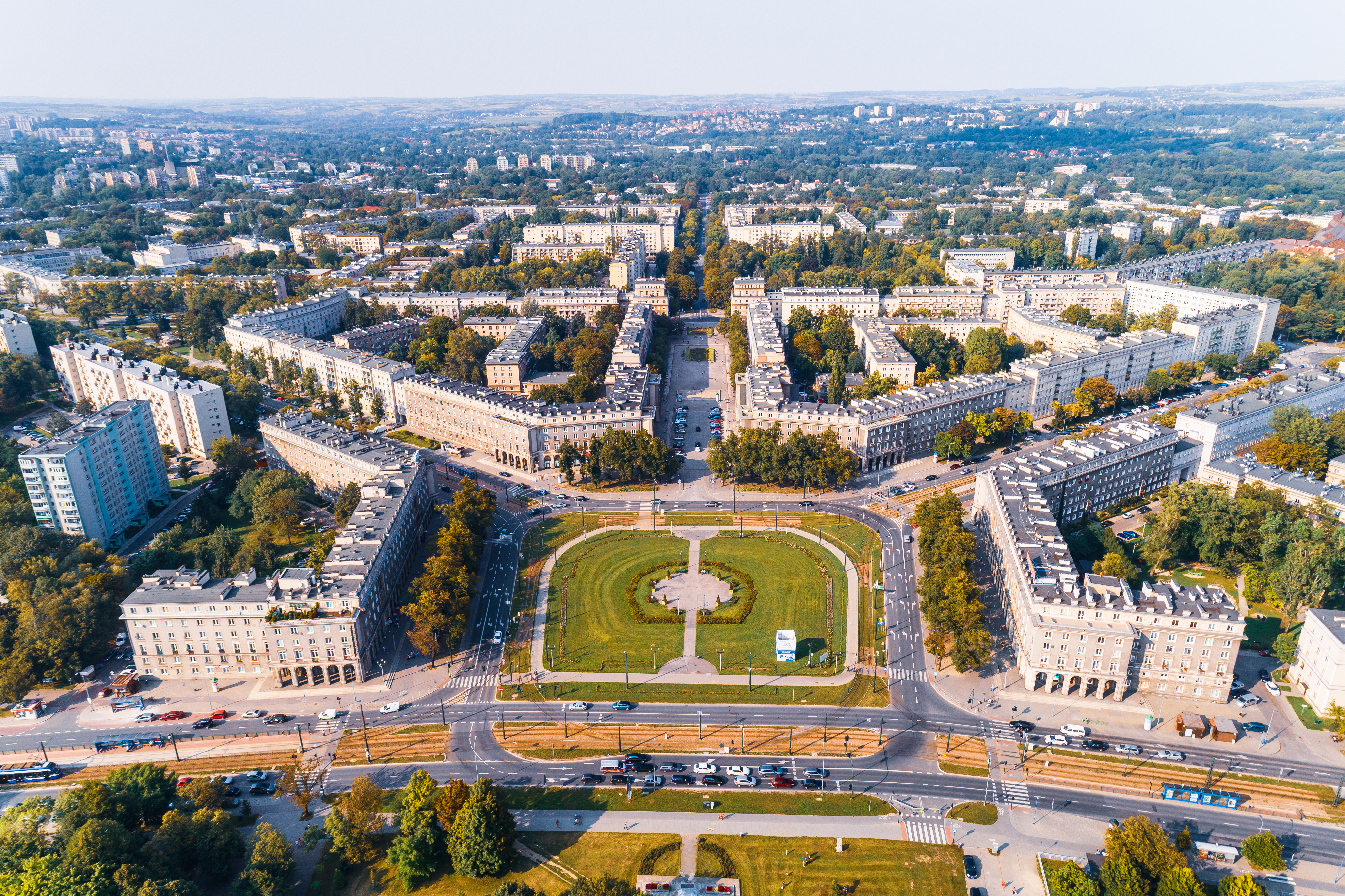
Ansicht aus der Vogelperspektive

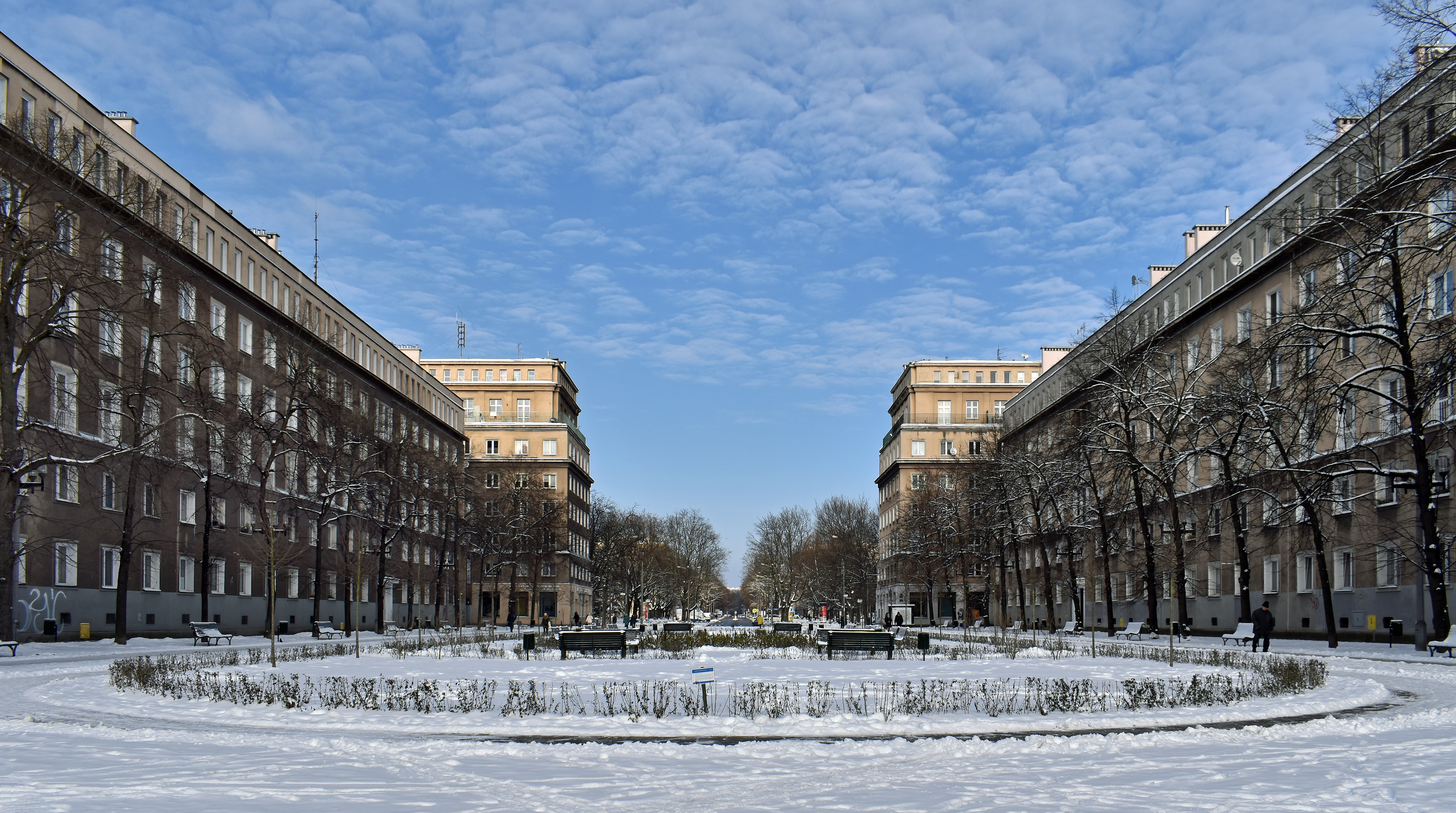
Allee in Nowa Huta (Aleja Róż)

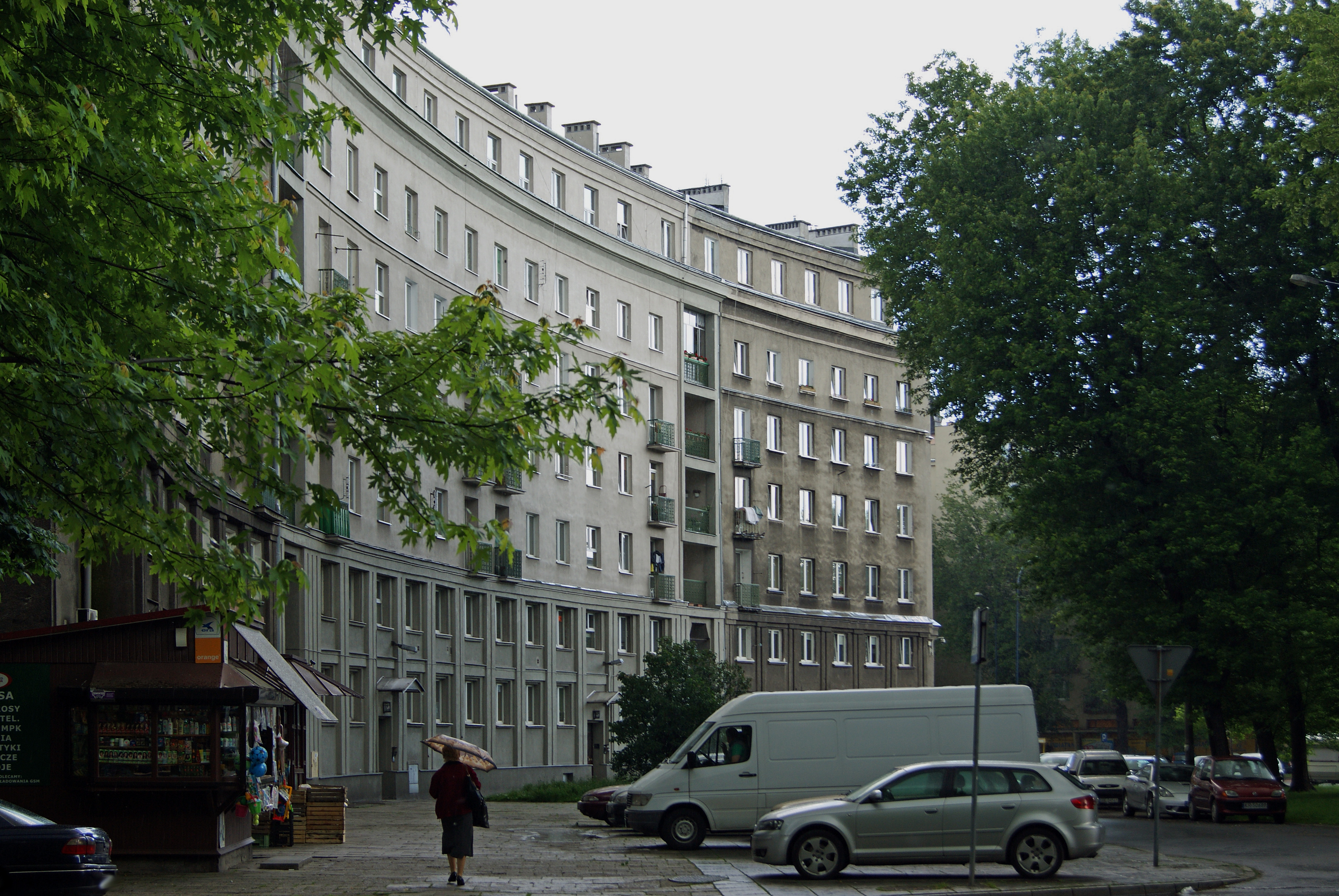
Centrum C in Nowa Huta

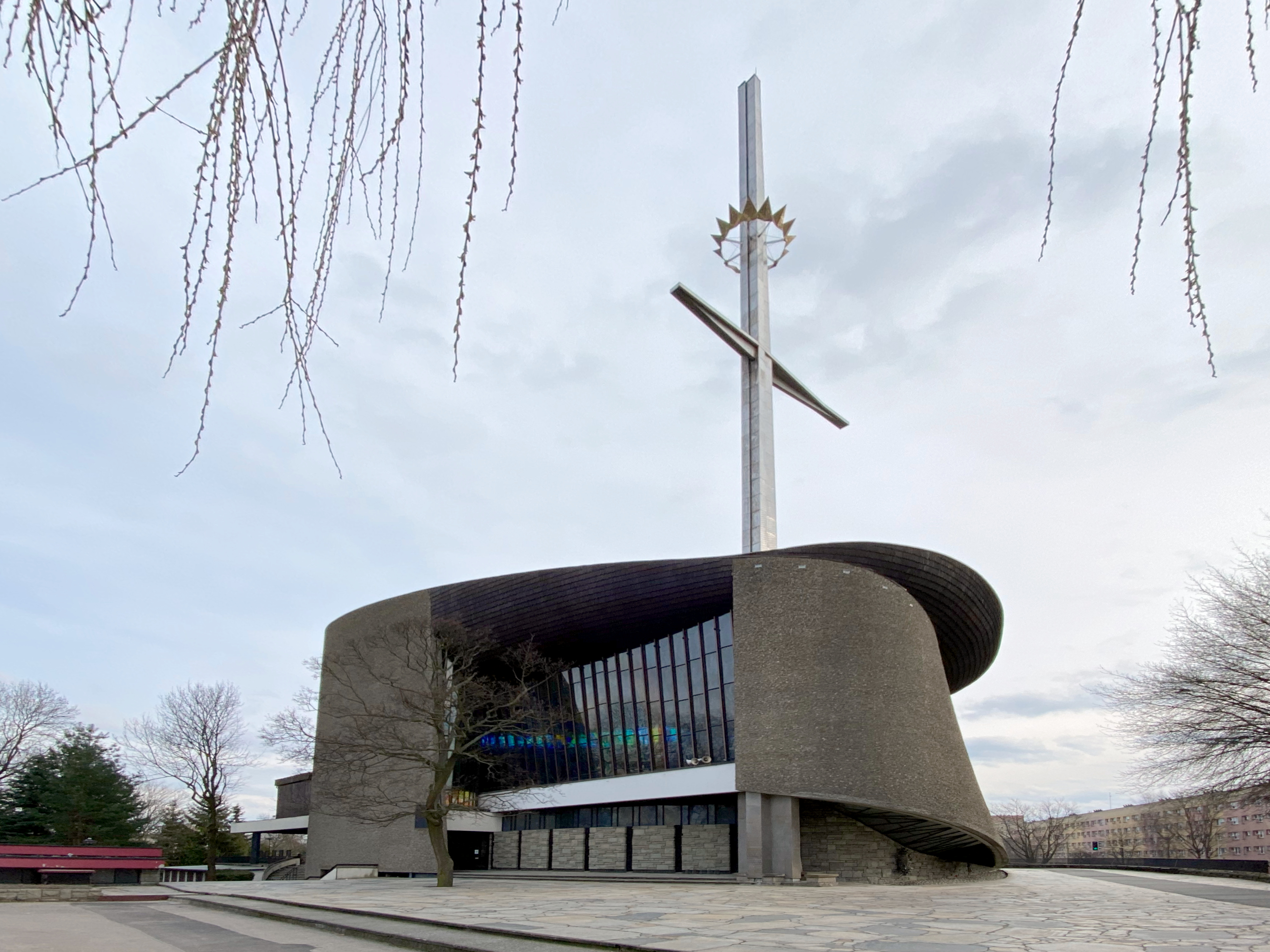
Die moderne Kirche in Nowa Huta-Bieńczyce (erbaut 1977)

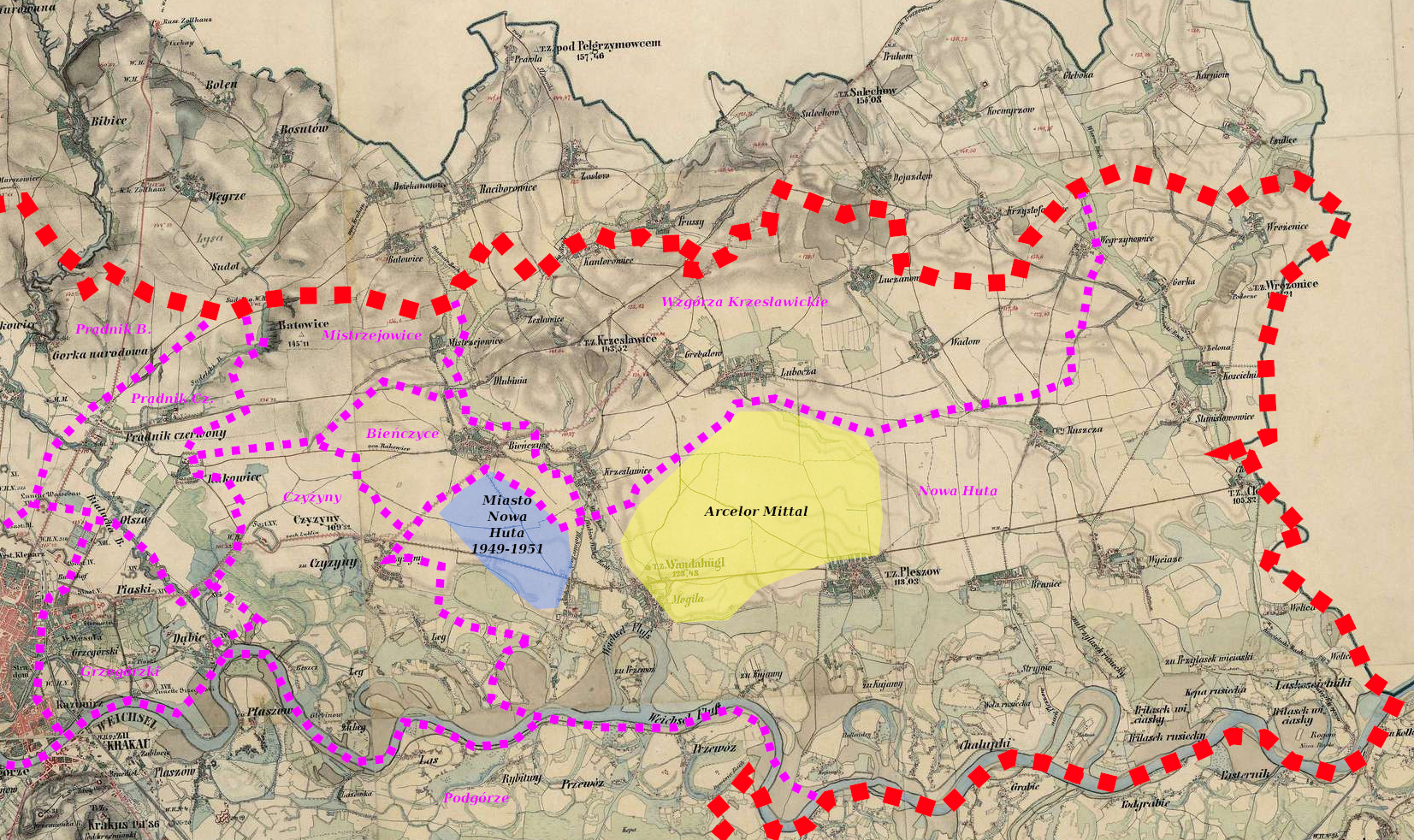
Die Lage der Stadt von Nowa Huta (blau) und der Hütte (gelb) mit den Grenzen der Stadtbezirke und der Franziszeischen Landesaufnahme im Hintergrund

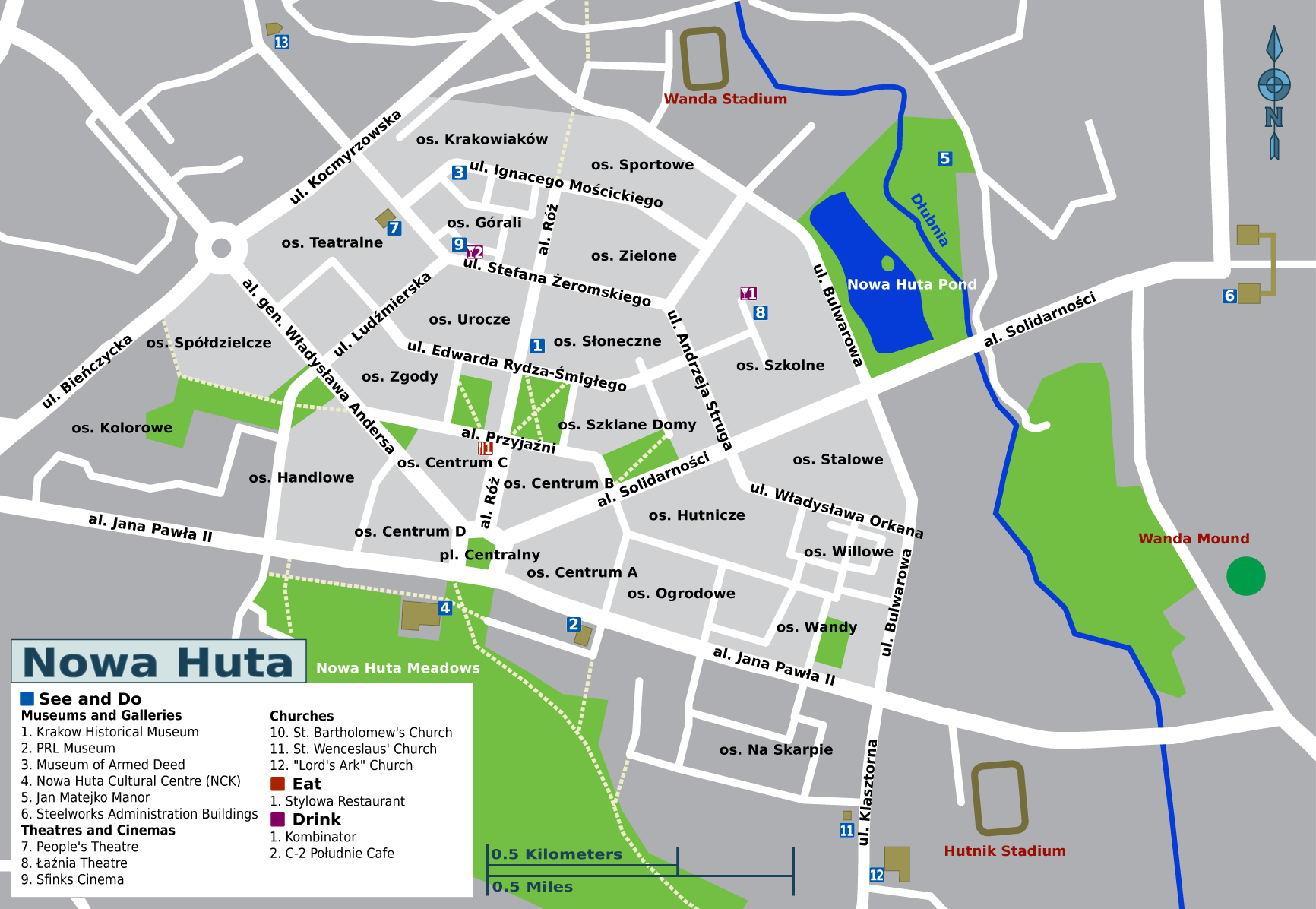
Das halbe Achteck und die „fünf Finger“

Nowa Huta ['nɔva 'xuta] (deutsch Neue Hütte) ist ein Stadtteil von Krakau (Polen).
Der Arbeiterstadtteil im Osten von Krakau hat mit ergänzenden Plattenbausiedlungen etwa 194.000 Einwohner (2019). Die Stadt wurde 1949 als Standort eines Eisenhütten-Kombinats gegründet und 1951 nach Krakau als Teil der Gemeinde Mogiła eingemeindet. Der gleichnamige Stadtbezirk entstand bis 1954 und umfasste zahlreiche ehemalige Dörfer und neue Plattenbausiedlungen (osiedla) im Nordosten Krakaus. Im Jahr 1991 wurde sie in fünf Stadtbezirke untergliedert.
Die Pläne für den Bau Nowa Hutas bestanden dabei bereits vor der sowjetischen Einflussnahme, aufgrund der günstigen Straßen- und Schienenverbindungen in die Ukraine und den Rest der Sowjetunion wurde der Standort östlich von Krakau gegenüber den polnischen Vorstellungen einer Platzierung näher an Schlesien letztlich aber favorisiert und der Bau vom Rat für gegenseitige Wirtschaftshilfe mit umgerechnet 450 Mio. US$ unterstützt.
Neben wirtschaftlichen Zwecken erfüllte diese Neugründung auch politische: Das kommunistische Regime Polens wollte in der Nähe des katholisch-konservativen und das neue System ablehnenden Krakaus ein neues Arbeiterzentrum schaffen. Es handelte sich somit um eine große Propagandakampagne, die das riesige kommunistische Unternehmen als Erfolg der Planwirtschaft und Ergebnis der unerschütterlichen Freundschaft mit der Sowjetunion darstellte. Nowa Huta sollte als Planstadt der sozialistischen Ideologie folgen und die alte königliche Stadt Krakau in den Schatten stellen. Der Grundriss der Stadt, der nach dem absolutistischen Gänsefußmuster (frz.: patte d'oie) fünf von einem zentralen Platz ausstrahlende Hauptalleen aufweist, bezeugt allerdings die Ähnlichkeit des stalinistischen Baugestus mit der fürstlichen Repräsentation des Absolutismus. Die Bauqualität der ersten Bauphase ist, im Vergleich zu späteren Plattenbausiedlungen, als gut zu bezeichnen, es besteht eine gewisse Ähnlichkeit zu den Wiener Gemeindebauten des Roten Wien der Zwischenkriegszeit und zum Neoklassizismus der 1930er Jahre. Ein Großteil der Bauten von Nowa Huta wurde im Stil des Sozialistischen Klassizismus errichtet. Die großspurigen Pläne kollidierten bald darauf mit der kommunistischen Realität. Das System war der ursprünglichen Vorstellung nicht gewachsen und statt der gläsernen Häuser entstanden graue Wohnblöcke.
Es bestehen nach wie vor soziale Konflikte zwischen dem intellektuellen Krakau und dem Arbeitervolk in Nowa Huta. Trotz der guten und schnellen Verbindung in das Zentrum Krakaus besucht ein Bewohner Nowa Hutas nur durchschnittlich zweimal im Jahr die Stadt Krakau; Grund hierfür ist, dass Nowa Huta als eigene Stadt geplant war und daher alle Versorgungseinrichtungen besitzt.

## Baugeschichte
Nowa Huta entstand in Form eines halben Achtecks mit einem zentralen Platz, von dem vier Hauptstraßen und eine Allee für Fußgänger (Aleja Róż) abzweigen.
Heute trägt der zentrale Platz von Nowa Huta den Namen von Ronald Reagan. Die ehemalige Lenin-Allee, die vom Zentralplatz zum Lenin-Stahlwerk führt, heißt Solidarność-Allee. Die Straßen Przodowników Pracy und Planu 6-letniego, die Krakau mit Nowa Huta verbinden, sind nach Johannes Paul II. benannt, und die Allee der Oktoberrevolution heißt General-Władysław-Anders-Allee.

### Kirche
Bekannt wurde die Stadt durch den Streit um den Bau einer Kirche in Bieńczyce. Das kommunistische Regime strebte eine religionsfreie Stadt an. Der Bischof und spätere Kardinal Karol Wojtyła, der Metropolitan-Erzbischof von Krakau, war jedoch während seines gesamten Dienstes in der Erzdiözese in Krakau in Nowa Huta präsent. Das Ergebnis seiner Bemühungen war die Einweihung der „Kirche der Mutter Gottes, der Königin von Polen“ am 15. Mai 1977.
Der Kampf um das Kreuz: Zu Beginn des Jahres 1957 erteilte das Amt für religiöse Angelegenheiten die Genehmigung für den Bau einer großen Kirche in der Nähe des Volkstheaters, in der Marxstraße in Nowa Huta, wo ein von Erzbischof Eugeniusz Baziak geweihtes Kreuz stand. Kurz darauf wurde diese jedoch von den Kommunisten zurückgezogen und 2 Millionen Złoty vom Konto des Kirchenbaukomitees konfisziert. Am 19. April 1960 wurde von den Behörden angeordnet, das Kreuz zu entfernen. Pfarrer Satora lehnte entschieden ab. Am 27. April 1960 begann eine Gruppe von Arbeitern mit der Ausgrabung des Kreuzes. Frauen, die dort Tag und Nacht unter dem Kreuz beteten, stellten sich auf, um es zu verteidigen. Kurz danach versammelte sich eine größere Gruppe von Gläubigen und begann zu beten und religiöse Lieder zu singen. Währenddessen trafen die ZOMO-Einheiten ein. Die Auseinandersetzung dauerte die ganze Nacht und erstreckte sich über den gesamten Bezirk. Es wurden von Seiten der Miliz Feuerwaffen benutzt und etliche Demonstranten verletzt. Da die meisten von ihnen Angst hatten, um medizinische Hilfe zu bitten, ist die Anzahl unbekannt. Es wurden ungefähr 200 Menschen verhaftet und Strafen zwischen sechs Monaten und fünf Jahren Gefängnis verhängt.
Die architektonische Form der Kirche symbolisiert die gestrandete Arche Noahs auf dem Berg Ararat und ist der Kirche Notre Dame du Haut von Le Corbusier in Ronchamp nachempfunden. Architekt der Kirche ist Wojciech Pietrzyk. Den Orgelbau leitete Jan Jargon.

### Weiteres
Der Straßenbahn-Betriebshof Nowa Huta ging 1965 in Betrieb.

## Politik und Gesellschaft
Nowa Huta war schon im ersten Jahrzehnt nach seiner Gründung auch ein Schauplatz sozialismuskritischer Kämpfe. Diese entzündeten sich insbesondere an den Auseinandersetzungen über den Bau der Kirche, griffen aber auch andere soziale Fragen auf. Die 1970er Jahre waren die ökonomisch erfolgreichsten Jahre in Nowa Huta, in denen der Anstieg der Stahlproduktion sich positiv auf die Beschäftigung und den Lebensstandard der Arbeiter auswirkte. Durch die politischen Geschehnisse nach Entstehung der Solidarność in Polen seit den beginnenden 1980er Jahren und insbesondere die ökonomische Umstrukturierung und Entwertung der industriellen Arbeit nach 1989 ist gerade in Nowa Huta eine Auflösung der gewachsenen sozialen Strukturen zu beobachten.

### Das Ende des Kommunismus in Nowa Huta
Am 26. April 1988 hat der Streik in Nowa Huta begonnen. Die erste und wichtigste Forderung war die Legalisierung der NSZZ Solidarność. In der Nacht vom 4. auf den 5. Mai wurde der Streik von der Anti-Terror-Brigade und der ZOMO auf brutale Art und Weise bekämpft. Es gab viel Gewalt und Verhaftungen gegen die Teilnehmer. Als Reaktion darauf trat die Belegschaft in einen Ausstand. Kurze Zeit später wurde ein offenes Organisationskomitee der NSZZ „Solidarność“ gegründet und die Strukturen der Gewerkschaft wurden wieder aufgebaut.
Ein Jahr später, am 4. Juni 1989, bei den „vertraglichen“ Wahlen zum Sejm und Senat, gewannen die „S“-Kandidaten Mieczysław Gil und Edward Nowak im Wahlkreis Kraków-Nowa Huta entscheidend.
Am 28. April 1973 wurde in der Rosenallee ein Denkmal für Wladimir Lenin enthüllt, ein Symbol für die Abhängigkeit Polens von der Sowjetunion und die Vasallenpolitik der PZPR-Führung. Das unerwünschte Denkmal, um das in den folgenden Jahren zahlreiche Propagandafeiern veranstaltet wurden, war Gegenstand zahlreicher Witze und hämischen Kommentare. In den 1980er Jahren gab es in der Nähe der Statue zahlreiche Solidarność-Demonstrationen. Mit dem Fall des Kommunismus, nach mehrtägigen Demonstrationen, wurde das Denkmal im Dezember 1989 abgebaut. Seit 1992 steht es im High Chaparral (Themenpark) in Schweden.  

## Galerie

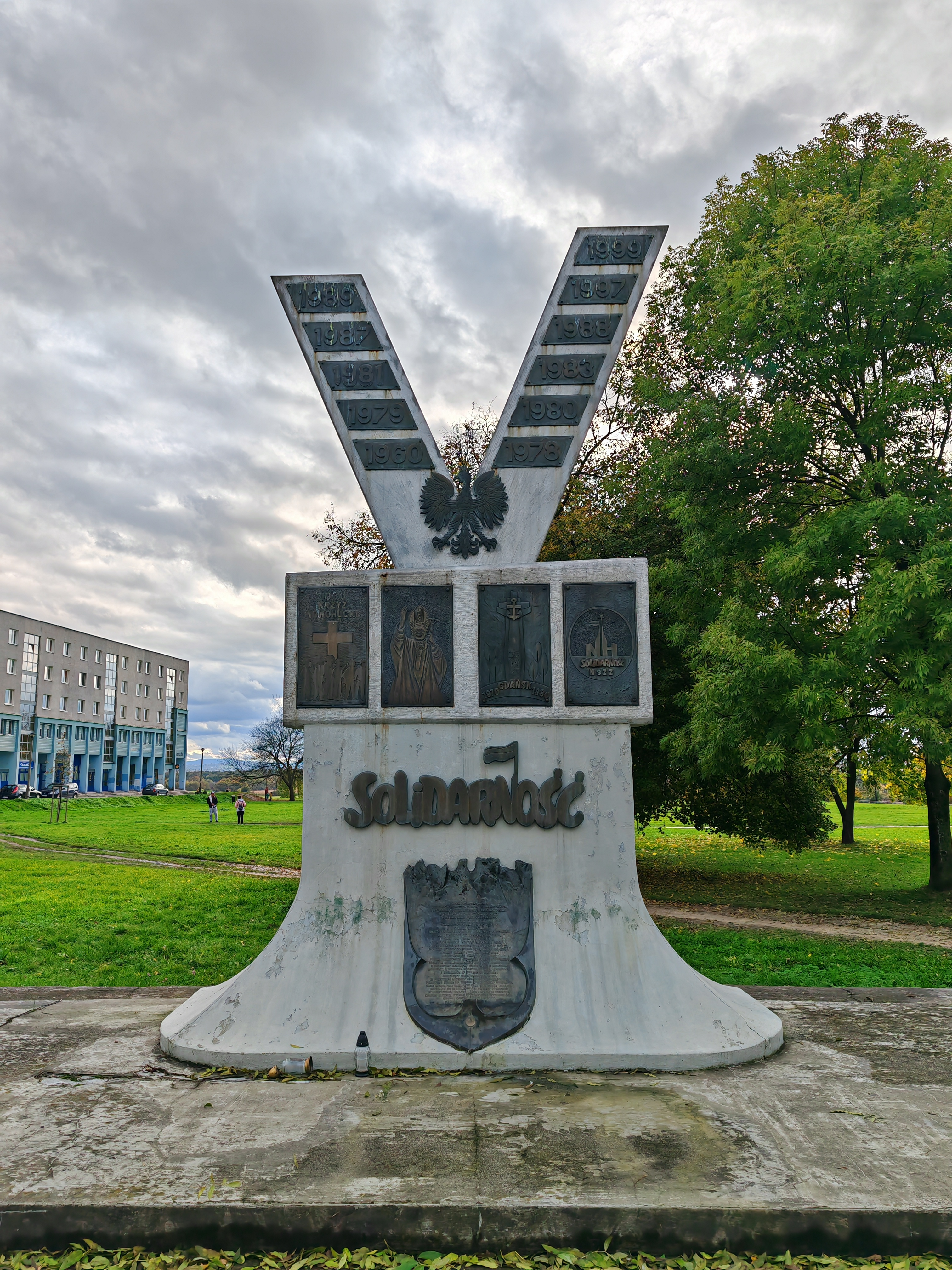
Solidarność-Denkmal, Plac Centralny
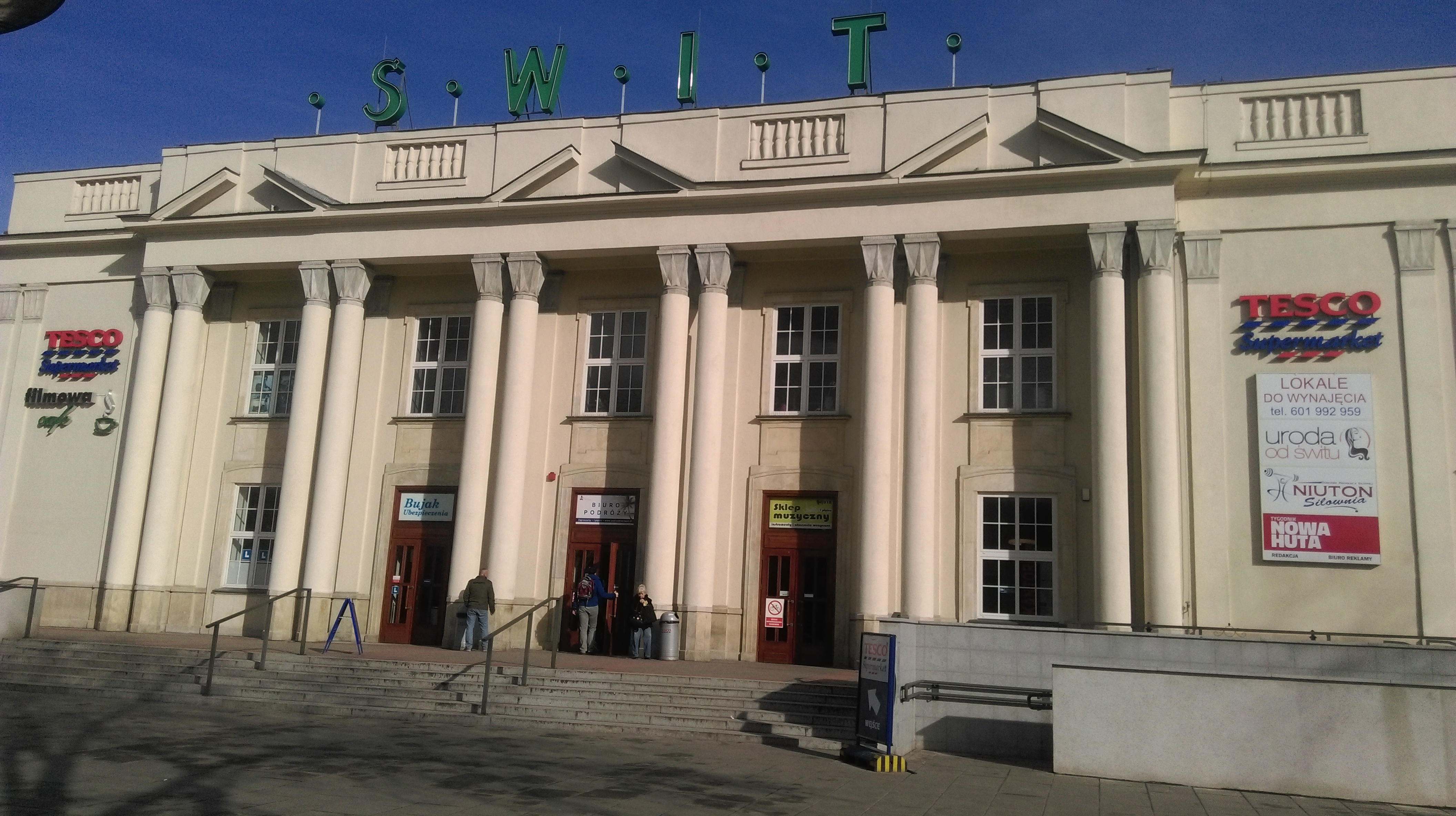
Ehemaliges Kino Świt
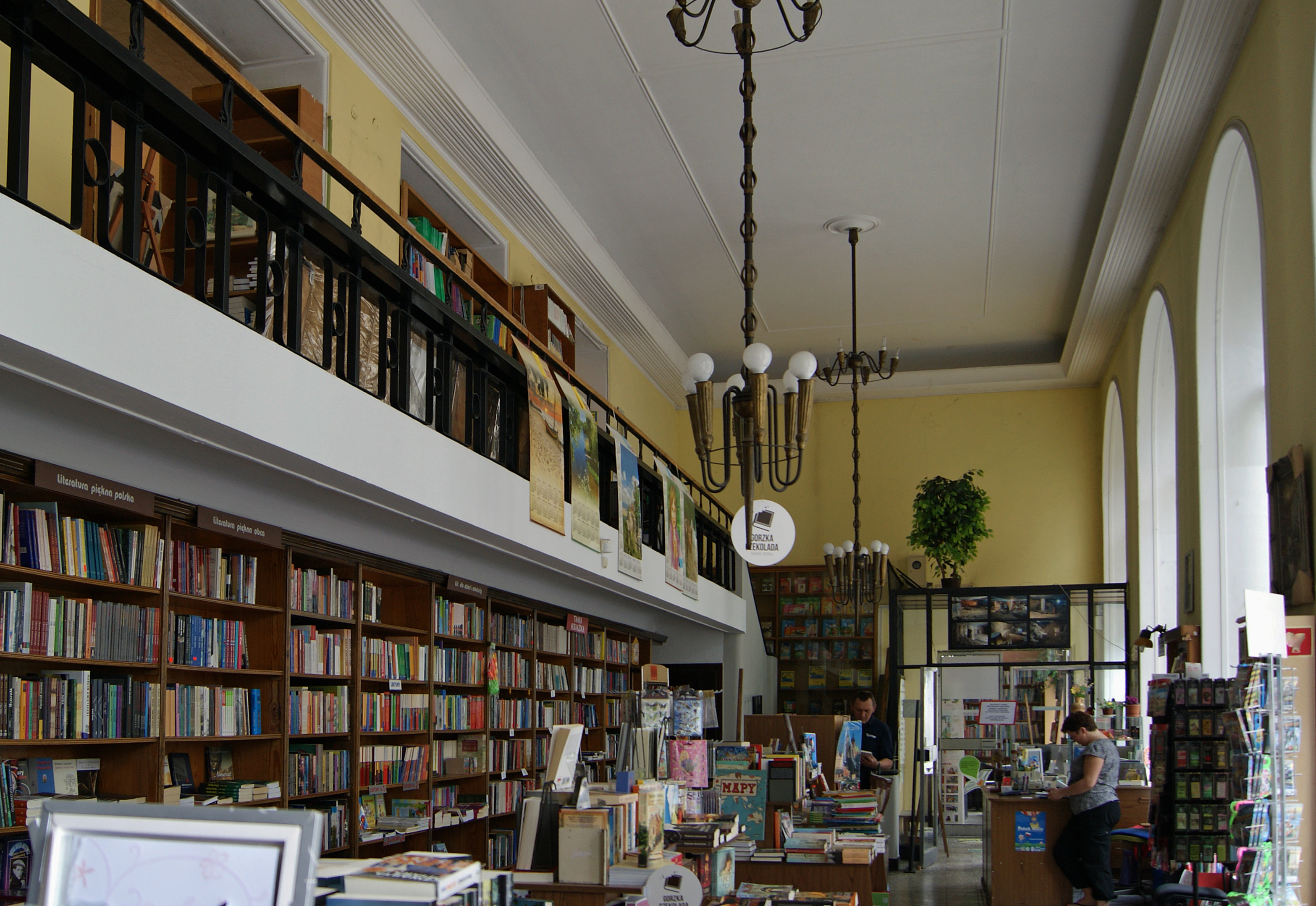
Skarbnica-Buchladen, os. Centrum C 1 (2013)
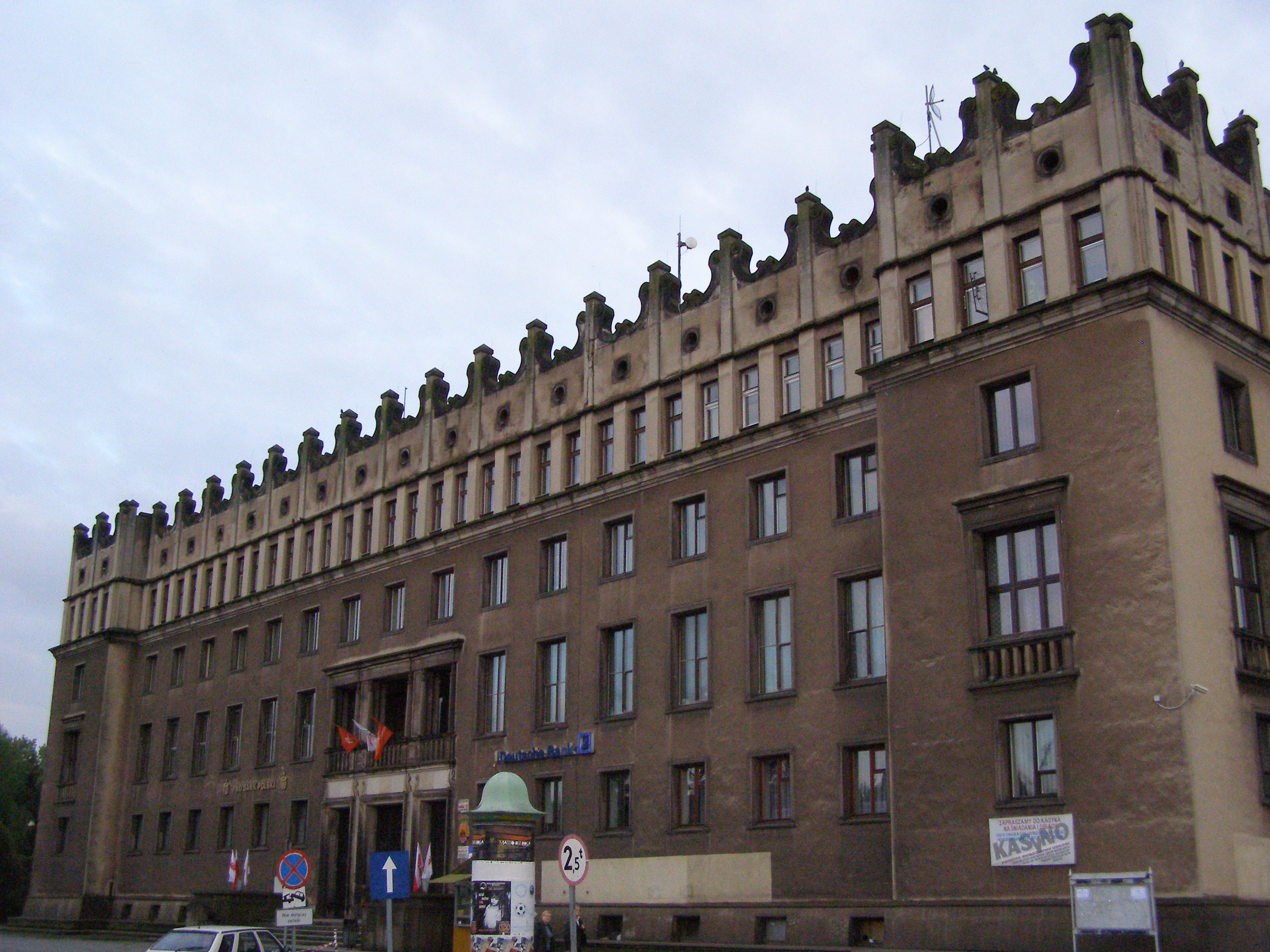
Bau an der Solidarność-Allee
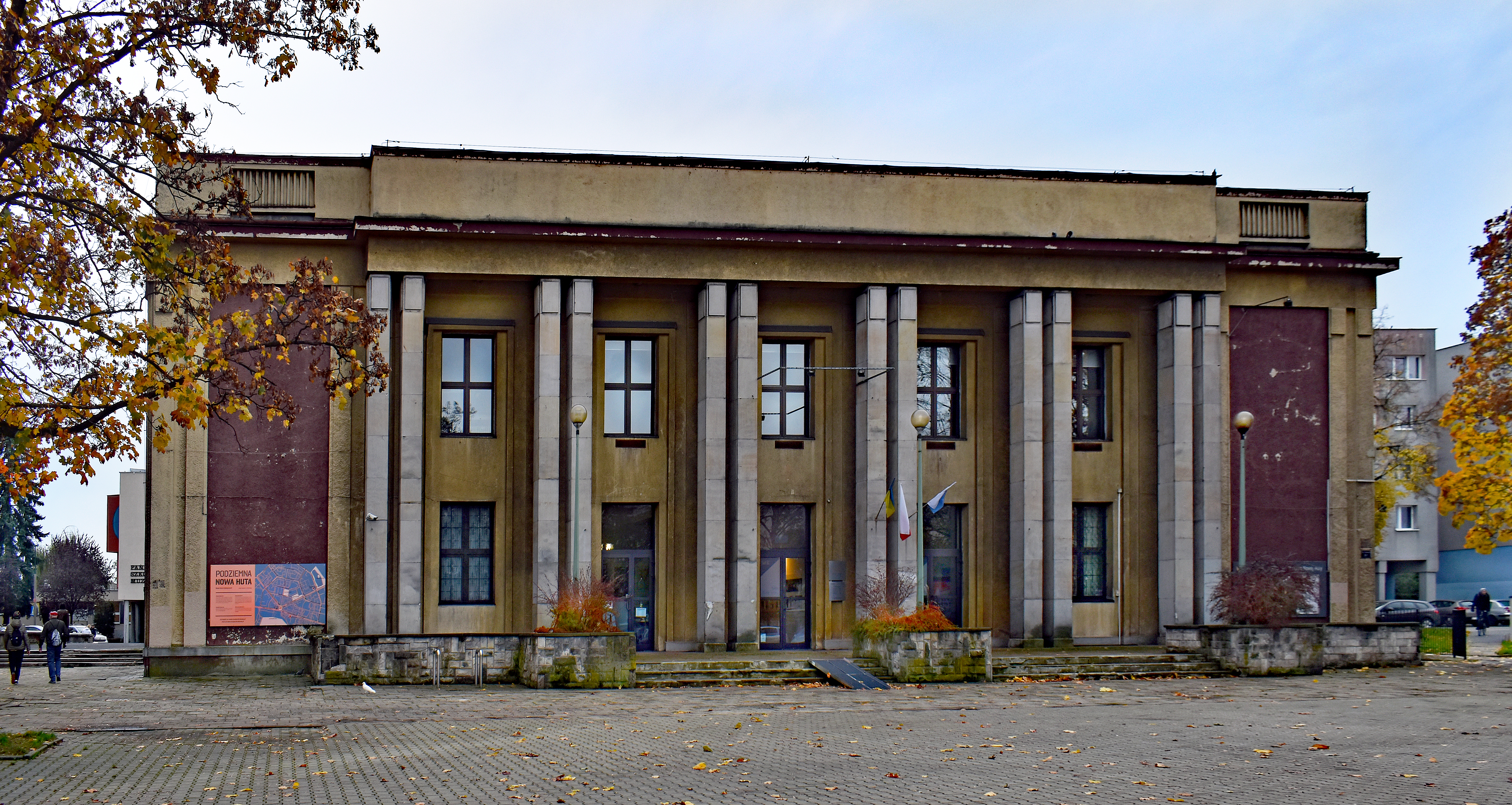
Ehemaliges Światowid-Kino, heute Museum der Volksrepublik Polen
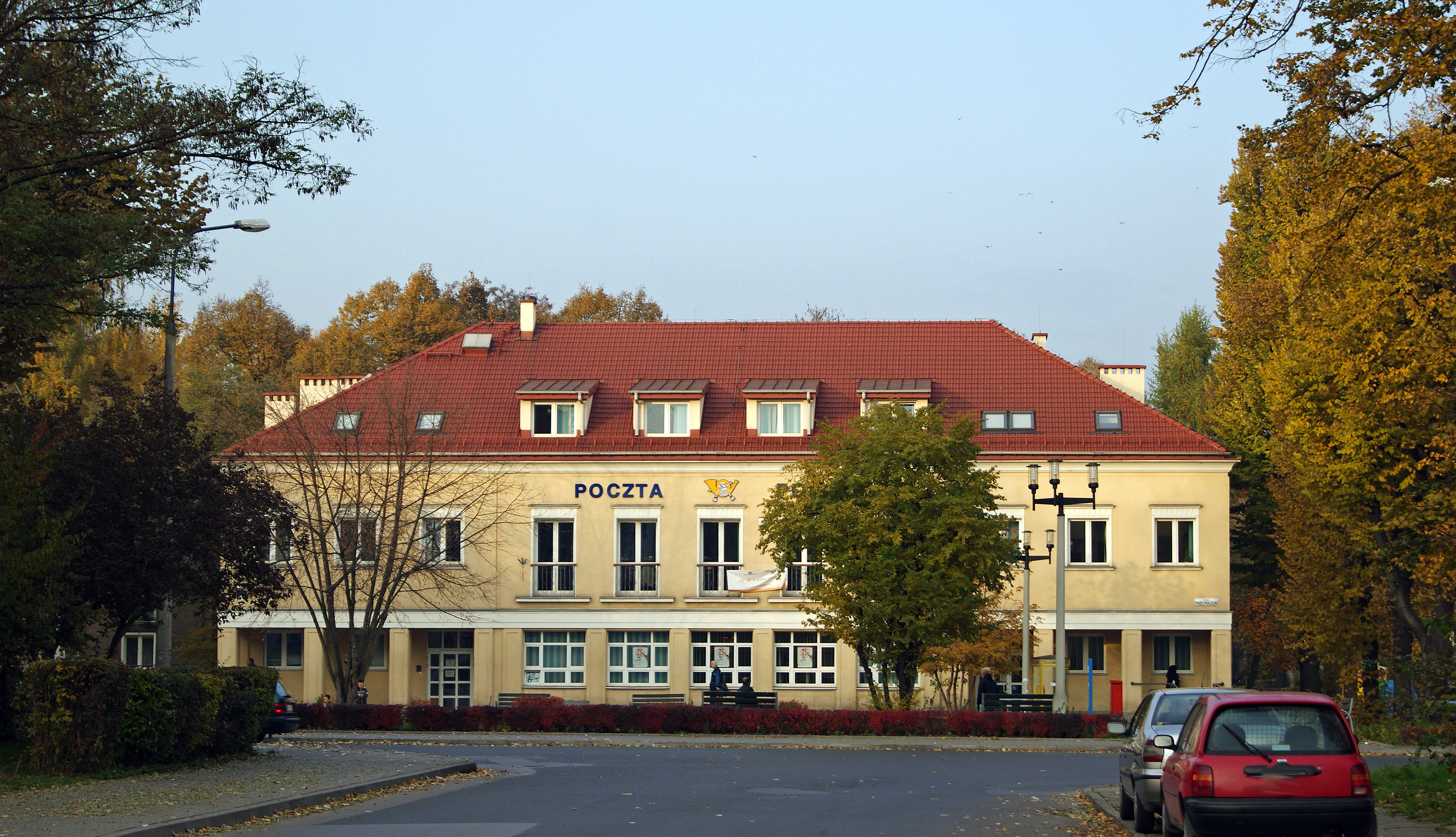
Alte Hauptpost, 28 Osiedle Willowe

## Kunst
- Tassilo Blittersdorff: „Nowa Huta und das Verändern von Fotos“, Wien 2004.